# Heilig Hartbeeld (Helden)
Het Heilig Hartbeeld is een standbeeld in de Nederlandse plaats Helden, in de provincie Limburg. 

## Achtergrond
H.C. (Hendrik) Jaspers (1875-1954) werd in 1930 de eerste deken van Helden. Hij vierde in 1949 zijn gouden priesterjubileum, ter gelegenheid waarvan hij van de parochianen een Heilig Hartbeeld kreeg aangeboden. Peter Roovers maakte een beeld van Christus als Goede Herder, met schapen aan zijn voeten. Het werd op 24 april 1949 onthuld, bij de Sint-Lambertuskerk, maar viel niet in smaak bij de bevolking. Het kleien beeld was bij het bakken een beetje ingezakt en men vond het een "vormeloze stomp klei, vol willekeur en onkunde". Roovers maakte een nieuw beeld, in een meer klassieke uitvoering, dat in 1952 werd geplaatst. Van het oorspronkelijke beeld schonk hij de bovenste helft aan het Birgittinessenklooster Maria Refugie in Uden.

## Beschrijving
Het beeld is een stenen Christusfiguur, gekleed in een gedrapeerd gewaad. Hij houdt zijn beide armen omlaag langs het lichaam en toont de stigmata in zijn handpalmen. Op zijn borst is het Heilig Hart zichtbaar. Het beeld staat op een eenvoudige bakstenen sokkel, waarop een plaquette is aangebracht met de tekst 

De parochie van de H. Lambertus aan haar herder 1899-1949